# エネル
エネル（イタリア語: Enel S.p.A.）は、イタリアの大手電力会社・エネルギー会社。1962年、当時の産業国有化政策により電力会社複数が合同して設立された。
かつては国営会社（Ente Nazionale per l'energia ELettrica、国営電気エネルギー会社）だったが民営化され、2006年現在では株の31.1%をイタリア政府が持っている。イタリア証券取引所に上場している。
ガス事業や通信事業なども行っている。発電・配電においてイタリア国内で独占的なシェアを持ち、世界でも有数の大きさの電力会社である。2019年の収益は890億ドルで、世界の企業のうち89位であった。同じく2019年の株式時価総額は580億ドルで、ヨーロッパのユーティリティ企業中で首位であった。2018年時点では、世界の電力企業の収益において、エネルは中国の国家電網に次ぐ第2位であった。

## 原子力・地熱・太陽光発電
| シチリア島のアンチパ水力発電所 |  | ヴェネツィア近くのフジナに立地する、世界初の水素発電所 |
| シチリア島のアンチパ水力発電所 |  | ヴェネツィア近くのフジナに立地する、世界初の水素発電所 |

エネルはイタリア最大の発電業者であるが、同時にフランスの原子力発電所の電力を輸入している。エネルはフランスやスロバキアの新しい原子力発電所建設や、欧州加圧水型炉（EPR：European Pressurized Water Reactor）開発に投資することで将来の電力供給を確実にしようとしている。
エネルは水力・火力・原子力以外の発電にも投資している。100年以上の地熱発電の経験を積み、イタリア国内で32箇所、国外で20箇所の地熱発電所を運転している。また太陽光発電所の建設も進め、1993年には発電量3.3 MW のSerre Persano 発電所を稼動させ、2008年には6.0 MW のMontado di Castro 発電所の稼動を計画している。

## エネルの多国籍展開
1990年代以降の欧州連合の電力市場開放政策によりイタリアでも電力自由化が行われ、エネルも1999年に再編され民営化された。この際にエネルは欧州連合の基準に合わせるために事業を分割し、15,000 MW 分の発電所を手放した。また同年、送電網を管理する送電事業子会社としてテルナを設立した。一方で各国の電力会社を買収し、イタリア国内で42,000 MW を発電しイタリア国外で50,000 MW を発電している。
エネルグループは世界各地の電力会社を傘下に収める多国籍企業であり、ヨーロッパ全体での発電量ではドイツのE.ON に次ぎフランスのEDFを凌いで2位になっている。エネルは世界屈指の大手エネルギー企業として、ヨーロッパ各国の電力自由化と業界再編を仕掛ける側にある。フランスの大手エネルギー企業でベルギーのエレクトラベル（Electrabel）も傘下に置くスエズに対し買収を仕掛けたが、スエズは2006年2月にフランスガス公社 (GDF) との合併を発表しフランスがイタリア企業からエネルギー大手を防衛する形になった。その後はスペインの最大手エンデサを買収する意向を示し、同じくエンデサを傘下に置く意欲を示していたドイツのE.ONが撤退した後に着々と買収を進めている。
このほか、スロベニア、ギリシャ、フランス、ベルギー、トルコ、ブルガリア、ロシア、アメリカ合衆国、カナダ、チリ、パナマ、コスタリカ、ニカラグア、エルサルバドル、グアテマラ、ブラジルなど各国の電力会社を所有しあるいは協力し、発電所を運営している。
2008年には再生可能エネルギーによる発電を行う子会社であるエネル・グリーン・パワー（Enel Green Power S.p.A.）を設立し、世界各国で水力や風力、地熱などによる発電事業に投資している。2012年には保有していたテルナの株式をすべて売却し、資本関係を解消した。
2019年10月18日、公共料金の値上げを契機に発生したチリ暴動では、エネルも襲撃対象となりサンティアゴのビルが放火される被害を出している。